# 五氯化磷
五氯化磷（化学式：PCl5）是一种无机化合物。它是最重要的磷氯化物之一，其它的还有三氯化磷和三氯氧磷。它是一种无色、具有吸湿性的固体，主要用作氯化剂，在不同条件下可有不同的结构。

## 结构
固态时五氯化磷的结构单元可以写作PCl4+PCl6−，氯化铯型晶体结构，两个离子分别为四面体和八面体结构，阳离子中的磷原子为sp3杂化，阴离子中的磷为sp3d2杂化。气态和液态的五氯化磷为单分子结构，分子呈三角双锥形，与VSEPR理论所预测的一致。
溶液中的分子结构与浓度和溶剂有关。溶于极性溶剂（如硝基甲烷、硝基苯）时，五氯化磷发生自偶电离，在稀溶液中的主要反应为：
{\displaystyle {\rm {PCl_{5}\rightarrow [PCl_{4}^{+}]Cl^{-}}}}
浓度较高时的主要反应为：
{\displaystyle {\rm {2PCl_{5}\rightarrow [PCl_{4}^{+}][PCl_{6}^{-}]}}}
溶于非极性溶剂（如二硫化碳、四氯化碳、苯）时，五氯化磷不发生电离，仍以PCl5的形式存在。
溶液中PCl5曾被认为以二聚体存在（P2Cl10），但來曼系光譜的数据否定了这个假说。
五氯化磷中超价的磷原子可用三中心四电子键解释。

## 制備方法
五氯化磷可通过三氯化磷的氯化制备。该方法2000年生产了大约一万吨的五氯化磷。
{\displaystyle {\rm {PCl_{3}+Cl_{2}\rightarrow PCl_{5}}}}；{\displaystyle {\rm {\ \Delta H=-124kJ/mol}}}
180 °C时，PCl5与PCl3和Cl2构成平衡，PCl5的解离度大约为40%。因此PCl5的样品中經常含有氯氣，也因此常带绿色。

## 水解
PCl5与水剧烈反应，生成氯化氢和含氧磷化合物。部分水解的产物为三氯氧磷：
{\displaystyle {\rm {PCl_{5}+H_{2}O\rightarrow POCl_{3}+2HCl}}}
在热水中，五氯化磷完全水解，生成磷酸：
{\displaystyle {\rm {PCl_{5}+4H_{2}O\rightarrow H_{3}PO_{4}+5HCl}}}

## 其它反应
五氯化磷是常用的氯化剂。

### 对有机化合物的氯化
五氯化磷在有机合成中有两类反应比较重要：一是将C-H键转化为C-Cl键的反应，二是将C-OH键转化为C-Cl键的反应。一些常见的反应如下：
- 将羧酸转化為酰氯[6]、将醇转化為相应的氯代烷。目前实验室中做此类反应时，比较常用的是氯化亞碸，因為副产物二氧化硫是气体，比五氯化磷的副产物（固体POCl3）容易分离得多。

- 五氯化磷、三氯化磷与硫酰氯都可以用作Cl2的来源，但在实验室中，硫酰氯比五氯化磷用途广泛，因为气态的二氧化硫很容易与产物分离。

- 与叔胺（如N,N-二甲基甲醯胺）反应，生成Vilsmeier试剂（[(CH3)2NCClH]Cl）。此类试剂可用于甲酰化反应合成苯甲醛的衍生物，或转化醇为相应的氯代烃。[5]

- 五氯化磷比较特殊的反应是，它可以氯化烯丙基位和苄基位的C-H键，将其转化为C-Cl，而且也可将C=O转化为偕二氯代物（>CCl2）。[7]

- 与苯乙烯反应水解后可得亚磷酸的衍生物。该反应体现了五氯化磷的亲电特征。[8]

### 对无机化合物的氯化
与其在有机反应中的应用类似，五氯化磷已被氯化亚砜取代。五氯化磷与五氧化二磷反应，生成三氯氧磷：
{\displaystyle {\rm {6PCl_{5}+P_{4}O_{10}\rightarrow 10POCl_{3}}}}
可氯化二氧化氮为硝酰氯：
{\displaystyle {\rm {PCl_{5}+2NO_{2}\rightarrow PCl_{3}+2NO_{2}Cl}}}
也可作为合成六氟磷酸锂的前体。后者是锂离子电池中的电解质。
{\displaystyle {\rm {PCl_{5}+6LiF\rightarrow LiPF_{6}+5LiCl}}}

## 五氯化砷和五氯化锑
AsCl5 和 SbCl5 都采取三角双锥结构。相关的键长数据分别为：211pm（As-Cleq），221pm（As-Clax），227pm（Sb-Cleq）和233.3pm（Sb-Clax）。低温下 SbCl5 为二聚体，双八面体的 Sb2Cl10，与五氯化铌类似。

## 安全
五氯化磷会剧烈水解生成氯化氢，因此使用五氯化磷要注意安全。